# Haworths Mooreule
Haworths Mooreule (Celaena haworthii), auch Torfmoor-Wieseneule genannt, ist ein Schmetterling (Nachtfalter) aus der Familie der Eulenfalter (Noctuidae). Das Epitheton ehrt den britischen Entomologen Adrian Hardy Haworth.

## Merkmale

### Falter
Die Flügelspannweite der Falter beträgt 25 bis 30 Millimeter. Die Grundfärbung der Vorderflügel variiert von gelbbraun über graubraun bis zu schwarzbraun. Nieren- und Ringmakel sind auffällig weißlich gefärbt. Oftmals laufen die Nierenmakel in einem weißen, nach innen gerichteten Pfeilfleck aus. Quer- und Wellenlinien erscheinen meist undeutlich. Die Hinterflügel sind graubraun gefärbt.

### Raupe
Die Raupen variieren in der Farbe von rosa bis rotbraun. Sie haben eine graubraune Bauchseite, helle, undeutliche Rücken- und Nebenrückenlinien und schwarze, beborstete Punktwarzen. Kopf-, Hals- und Afterschild sind glänzend rotbraun gefärbt.

### Ähnliche Arten
Eine gewisse Ähnlichkeit besteht zur Schwertlilieneule (Helotropha leucostigma). Deren Falter sind jedoch größer, haben breitere Vorderflügel und die Ringmakel sind meist dunkel und kaum hervorgehoben.

## Verbreitung und Lebensraum
Die Verbreitung der Art reicht von einigen Regionen Frankreichs und der Britischen Inseln durch Nordeuropa sowie weiter östlich über Sibirien bis zum Pazifischen Ozean. Die Tiere sind hauptsächlich in Hochmoorgebieten anzutreffen. Ein Schwerpunkt des Lebensraums sind Küstenmoore. Im österreichischen Alpenvorland kommt die Art vereinzelt vor.

## Lebensweise
Die Falter sind tag- sowie nachtaktiv und saugen gelegentlich an den Blüten von Besenheide (Calluna vulgaris), Oregano (Origanum vulgare) oder Pfeifengrasarten (Molinia). Überwiegend die männlichen Falter erscheinen nachts an künstlichen Lichtquellen. Beide Geschlechter besuchen auch angelegte Köder. Sie  fliegen von Juli bis Anfang Oktober in einer Generation. Die Raupen leben ab Oktober, überwintern und halten sich meist tief unten in den Halmen der Futterpflanze auf. Sie ernähren sich von unterschiedlichen Gräsern, beispielsweise von Wollgras (Eriophorum) oder Binsen (Juncus).

## Gefährdung
Haworths Mooreule ist in vielen Regionen Deutschlands in unterschiedlicher Häufigkeit anzutreffen und wird auf der Roten Liste gefährdeter Arten in Kategorie 3 (gefährdet) eingestuft.